# La luna sorge
La luna sorge (Moonrise) è un film statunitense del 1948 diretto da Frank Borzage.
È un film noir tratto dal romanzo Moonrise di Theodor Strauss del 1945.

## Trama
Danny Hawkins, figlio di un assassino che è stato impiccato per i suoi crimini, è ossessionato dal passato di suo padre. Il giovane è tormentato dai ragazzi della cittadina del sud degli Stati Uniti in cui vive. Unico amico di Hawkins è Gilly Johnson, una ragazza che sta rapidamente innamorandosi di lui. Quando Hawkins uccide un bullo per legittima difesa, teme la stessa sorte di suo padre. Quando il cadavere viene trovato e lo sceriffo Clem Otis inizia le indagini, Danny diventa folle. Tenta di strangolare un innocuo uomo muto, Billy, che aveva trovato il coltello di Hawkins vicino al corpo. Mentre è nascosto tra le paludi, Hawkins visita poi sua nonna che gli racconta la verità sul delitto di suo padre. Hawkins si rende conto che non è viziato dal "cattivo sangue" e si consegna alla polizia.

## Produzione
Il film, diretto da Frank Borzage su una sceneggiatura di Charles F. Haas con il soggetto di Theodore Strauss (autore del romanzo), fu prodotto da Republic Pictures, Marshall Grant e Chas. K. Feldman Group Productions e girato con un budget stimato in 849.452 dollari. Il titolo completo fu Frank Borzage's Moonrise.

## Distribuzione
Il film fu distribuito negli Stati Uniti dal 1º ottobre 1948 al cinema dalla Republic Pictures.
Alcune delle uscite internazionali sono state:
- in Finlandia l'11 novembre 1949 (Kuun noustessa)
- in Francia il 4 agosto 1950 (Le fils du pendu)
- in Austria il 20 luglio 1951 (Das Erbe des Henkers)
- in Germania Ovest il 16 dicembre 1951 (Erbe des Henkers)
- in Portogallo il 23 gennaio 1953 (Consciência em Paz)
- in Italia (La luna sorge)

## Critica
Secondo il Morandini La luna sorge è "l'ultimo film importante di Borzage" e risulta essere "un riepilogo del suo cinema e un testamento spirituale".